# Poitoui Ágnes
Poitoui Ágnes (ném.: Agnes von Poitou), (Poitou, 1025 – Róma, 1077. december 14.) német királyné, bajor hercegnő és fiának, IV. Henriknek kiskorúsága ideje alatt a Német-római Birodalom régens császárnéja. V. Vilmosnak, Aquitánia és Poitou hercegének harmadik házasságából, Burgundi Ágnestől született leánya.

## Élete
Ágnest 1043 októberében koronázták német királynévá Mainzban, III. Henrikkel Ingelheim am Rheinben kötött házassága előtt egy hónappal. A házaspárt 1046. december 25-én koronázták császárrá Rómában.

### Császári uralma
III. Henrik halála után Ágnes volt a Német-római Birodalom régense fia, IV. Henrik kiskorúsága alatt, 1062-ig.
Ágnes sikertelen harcokat folytatott a szászországi, svábföldi, valamint az alsó-rajnavidéki felkelőkkel, és Béla magyar királyt sem tudta alávetni uralmának.
1056 és 1062 között Ágnes névlegesen a bajor hercegi címet is birtokolta, politikai képességei azonban csekélyek voltak. Ágnes a bajor hercegi címet 1061-ben átadta Norheimi Ottónak

### Az invesztitúraharc gyökerei
Kormányzásában Ágnes II. Viktor pápától kapott támogatást. Az új pápák, X. István és II. Miklós azonban a császári udvar jóváhagyása nélkül kerültek beiktatásra. Miklós pápa még a római nemesi pártok támogatását sem élvezte, pozíciójának biztosítására így a normannokban keresett szövetségest, mely törekvésében Hildebrand, a későbbi VII. Gergely támogatta. Ez volt az a pont, aholis a pápai Itáliát érintő politikában jelentős fordulat következett be. Az 1059-es dekrétum a pápai választásról a királyt kizárta a pápaválasztás jogköréből.
Ágnes a későbbi invesztitúraharcokban VII. Gergely oldalán állt. A harcok során Ágnesnek fiával kellett szembenállnia, akit 12 évig nevelt. Ágnes azonban kitartott a Cluny szerzetesek reformmozgalma mellett.
Ágnes földi maradványait a Petronilla-rotondában helyezték végső nyugalomra a római Szent Péter-bazilikában.

### Családja
Gyermekei III. Henrikkel:

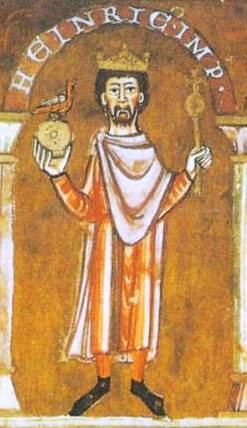
IV. Henrik (A st. emmeram-i Evangeliariumból, 1106 után)

- Quedlinburgi Adelheid (* 1045 tavasza, Goslar – † 1096. január 11.)
- Gizella (* 1046., Ravenna – † 1053. május 6.)
- Mathilde (* 1048. október közepe, Pöhlde – † 1060. május 12., Goslar)
- IV. Henrik (* 1050. november 11., Goslar – †1106. augusztus 7.)
- Konrád bajor herceg (* 1052, Regensburg – † 1055. április 10.)
- Sophie-Judith (* 1054, Goslar – † 1092/96), aki Salamon magyar király felesége is volt.